# Philips van der Goes
Philips Andriesz. van der Goes (Delft, gedoopt op 19 februari 1651 - Var, 9 juli 1707) was een Nederlandse vlootvoogd.
Philips was een zoon van Andries van der Goes, heer van Naters, en Machteld Doublet.
Hij trad in 1672 in dienst als kapitein bij het leger, maar in 1678 werd hij benoemd tot buitengewoon kapitein bij de zeemacht onder de Admiraliteit van Amsterdam en in 1683 tot kapitein. Als bevelhebber van het schip Friesland met 68 stukken nam hij in 1690 deel aan de Slag bij Beachy Head. Zijn schip werd zwaar beschadigd en, na een heldhaftige verdediging, door de vijand ingenomen en uiteindelijk tot zinken gebracht.
Na een korte gevangenschap werd Van der Goes uitgewisseld en in 1691 benoemd tot schout-bij-nacht van de Admiraliteit van Rotterdam. In deze hoedanigheid speelde hij een belangrijke rol in de zeeslag bij La Hougue in 1692 tegen de Franse vloot. Zijn schip, De Admiraal-Generaal, werd zwaar getroffen, waarbij hij zelf licht gewond raakte en negen van zijn bemanningsleden sneuvelden.
In 1693 voerde hij het bevel over een eskader dat samen met de Britse zeemacht naar Portugal en de Middellandse Zee voer om de Franse vloot aan te vallen. Tijdens deze missie wist hij ternauwernood aan een Franse aanval bij het Zuid-Portugese Lagos te ontkomen en veilig Engeland te bereiken, ondanks het verlies van koopvaardijschepen.
Van der Goes bleef actief in de zeemacht en nam in 1694 onder luitenant-admiraal Philips van Almonde deel aan diverse slagen tegen de Fransen. In 1695 kreeg hij het bevel over een eskader in de Noordzee. In 1697 was hij blokkadecommandant voor Duinkerken.  Zijn militaire loopbaan bereikte een hoogtepunt in 1697, toen hij werd bevorderd tot vice-admiraal. In 1702 speelde hij een cruciale rol in de overwinning in de zeeslag bij Vigo, waar hij met zijn schip De Zeven Provinciën als een van de eersten de baai binnenvoer en het Franse schip Le Bourbon veroverde. 
In 1704 leidde hij een eskader in de Noordzee om de haringvloot te beschermen tegen Duinkerker kapers. Eind 1706 werd hij belast met het bevel over een eskader in de Middellandse Zee. Na een korte ziekte overleed hij tijdens deze missie op 9 juli 1707 aan boord van zijn schip De Beschermer voor de rivier Var. Zijn lichaam werd naar Nederland overgebracht en op 24 november 1707 in de Oude Kerk te Delft begraven.
Philips van der Goes was gehuwd met Clara, de dochter van de Amsterdamse chirurgijn Job van Meekeren, met wie hij drie kinderen kreeg. Hij woonde 's winters te Den Haag en 's zomers op de hofstede Trompenburg te 's-Graveland.
- Biografisch Portaal: 66748834
- Digitale Bibliotheek voor de Nederlandse Letteren: goes016